# Donkere melkdistelboorvlieg
De donkere melkdistelboorvlieg (Tephritis formosa) is een vliegensoort uit de familie van de boorvliegen (Tephritidae). De wetenschappelijke naam van de soort is voor het eerst geldig gepubliceerd in 1844 door Loew.